# Gällivarevisan
Gällivarevisan är en text på Stadsbudsvisan, som handlar om supigt leverne i och kring Gällivare. Visan finns med i många sångsamlingar som används vid festliga tillfällen av det supigare slaget, och används även ibland på studentikosa tillställningar. Sångboken Ultima Thule från Luleå tekniska universitet anger att visan ska sjungas "med kraftig finsk brytning". Sången börjar "Tänkte på lörda skulle fara, in till Gällivare på Karakkatorg. Där supa, trikka, prännvinsflaskan gå som sälva satan voj, voj".
Det sägs ibland att texten till Gällivarevisan är skriven av Liikavaara-Frans, men enligt Norrlåtar som spelat in den på skiva är texten skriven av Helmer Andersson. Helmer Andersson är registrerad upphovsman hos STIM.
Helmer Andersson, född i Kiruna 1913, var yrkeslärare i Malmberget från 40-talet fram till senare delen av 70-talet. Förutom Gällivarevisan har han skrivit flera texter i liknande jargong. Han framförde också själv Gällivarevisan vid flera tillfällen, såsom till exempel examensfester för yrkesskoleeleverna och deras lärare. Han sjöng den med hittills oöverträffad bravur, förmodligen därför att han under uppväxten i Kiruna blivit väl insatt i den finsk/tornedalska brytningen. I sin ungdom medverkade han i lokalrevyer. Helmer Andersson dog 1987.